# オレンジ
オレンジ（甜橙、orange）は、柑橘類に属するミカン科ミカン属の常緑小高木やその果実。特に日本では、原産地インドからヨーロッパを経由して明治時代に日本に導入されたものを「オレンジ」と呼んでいる。

## 概要

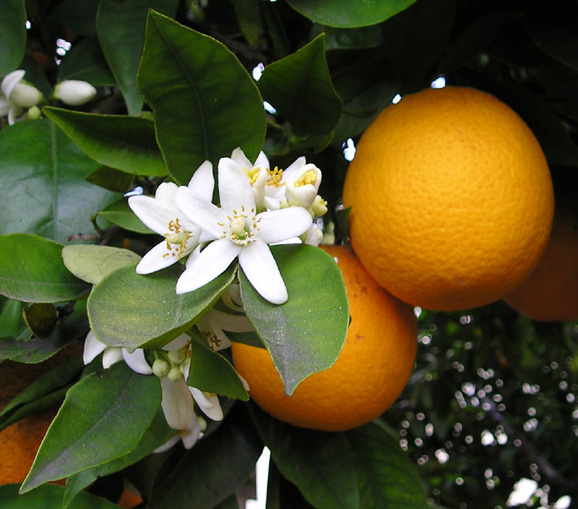
花と実がなったオレンジ

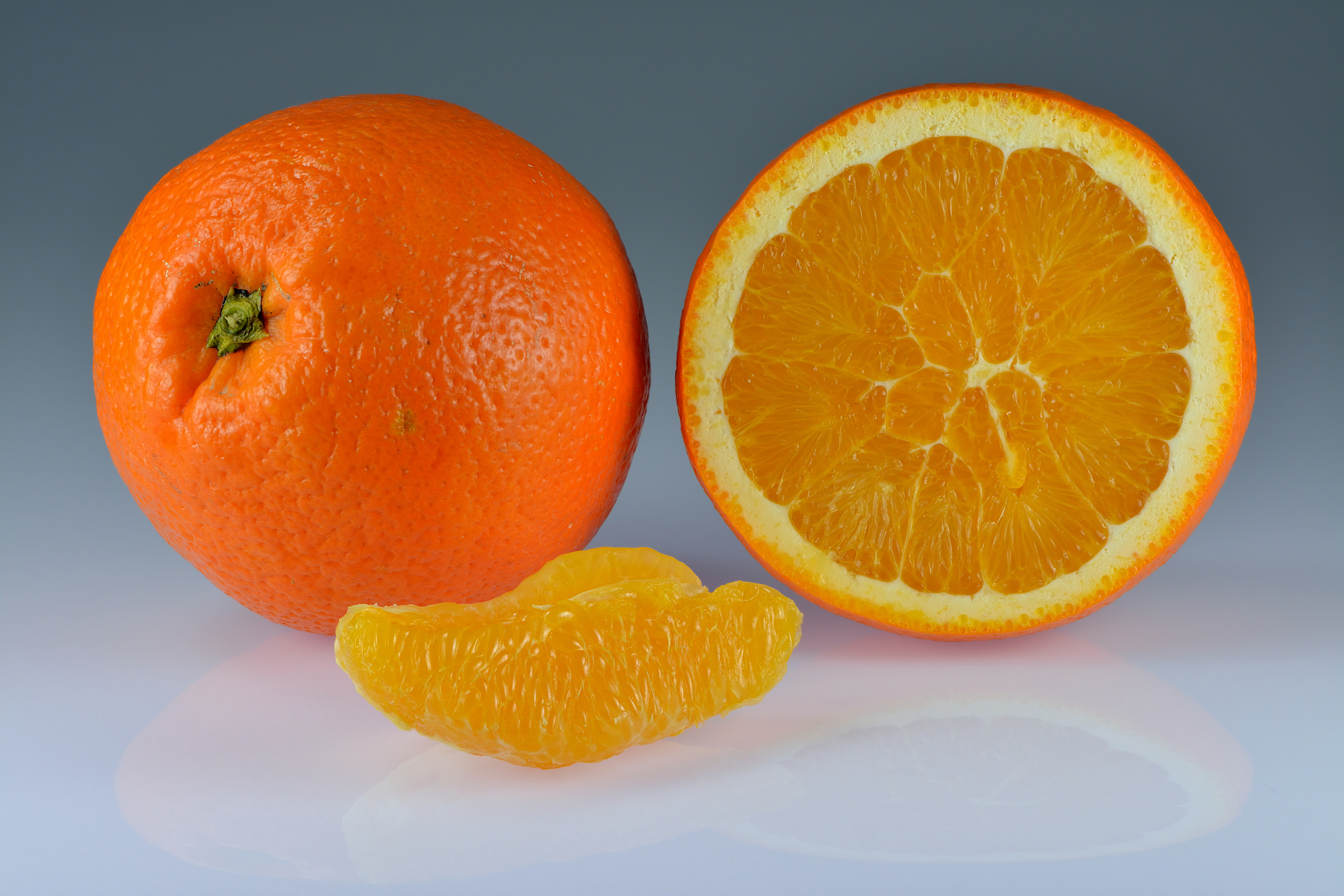
オレンジ果実の外観（左）と輪切りした断面（右）と房の皮を取った可食部（手前）

日本では、オレンジといえば主に和名アマダイダイ（甘橙、甘代々 学名：Citrus sinensis）を指し、英語圏ではこれが「スイートオレンジ」と呼ばれている。スイートオレンジの品種は接ぎ木による珠心胚実生を介したアポミクシスの無性生殖で殖やしていく。これらの変種は突然変異を介して生じる。
オレンジは、ザボン（ブンタン）とマンダリンの交雑種である。葉緑体のゲノムすなわち母系はザボンのものである。スイートオレンジは全ゲノム配列解析済みである。
オレンジは、中国南部・インド北東部・ミャンマーを含む地域が発祥で、同果物に関する最初期の言及が紀元前314年の中国文学に見られた。
7世紀にスペインを征服したサラセン人によってヨーロッパにもたらされ、十字軍とともに世界へ広まった。1987年時点でオレンジの木が世界で最も栽培された果樹であることが判明した。オレンジの木は、その甘い果実のため熱帯と亜熱帯の気候で広く栽培されている。オレンジの果実は生のまま食べたり、ジュースに加工されたり香りをつけるために果皮（オレンジピール）に加工されたりもする。 2012年時点で、スイートオレンジが柑橘類生産量の約70%を占めている。
2019年には、7,900万トンのオレンジが世界中で栽培され、全体の22%をブラジルが生産し、中国とインドがこれに続いている。日本での栽培はネーブルオレンジを除いてそれほど多くなく、国内流通品の大部分はアメリカのカリフォルニア産である。日本国内では広島県、和歌山県、静岡県などで年間6,000トン前後が生産されている。

## 分類と用語
オレンジの木は全てミカン属に属しており、ほぼ全ての交配種が残っている。ここにはオレンジのほかグレープフルーツ・レモン・ライムなど様々な柑橘類との交雑種が含まれている。オレンジと他のミカン属との交配は多数の交雑種および栽培品種を作り出したほか枝変わりの選抜も行われており、ミカン属の分類にはだいぶ議論の余地があるほか混乱や矛盾も見られる。柑橘類の果実はミカン状果 (hesperidium) であり、子房の発達に起因する厚い外果皮の中に、柔らかい海綿質の中果皮と、薄い袋状の内果皮をもつ。
様々な変種に異なる名前がつけられており、オレンジは主に和名アマダイダイ(Citrus sinensis)の品種に適用される。スイートオレンジは様々な大きさに成長し、形状も球形から細長い形まで多彩である。内部および皮についている白色の組織は、維管束と呼ばれている。。オレンジには、内部に房状の内果皮が多数あり、通常は約10個が膜で区切られ、瓤嚢（じょうのう）には多くの砂瓤（さじょう）が詰まっている。またオレンジには、種が幾つか入っているのが通例である熟す前の果実は緑色である。熟した果実の不規則に油胞が並ぶ外果皮は、明るいオレンジ色から黄色がかったオレンジの色だが、しばしば緑とのまだら模様だったり、気候条件や収穫時期によっては完全に緑色のままという場合もある。他の柑橘系果実と同じく、スイートオレンジは追熟しない。オレンジの品種群は、普通オレンジ、ブラッドオレンジ、ネーブルオレンジ、無酸オレンジの4種に分類できる。この分類をしたのは、植物学者のロバート・ウィラード・ホジソンである。
オレンジとも通称される他の柑橘類群は次のとおり。
- ベルガモットオレンジ(Citrus bergamia Risso) - 外皮を目的に主にイタリアで栽培され、香料の主成分が製造され、紅茶のアールグレイの風味にも使われる。ザボンとレモンの交雑種である[32]。
- ダイダイ(Citrus aurantium) - 中国および日本に古くから分布し、食酢として利用される。英名が「ビターオレンジ」で、セビリアオレンジやサワーオレンジ（特にスイートオレンジを接ぎ木する際の台木として使用される）、ビガラードオレンジ（料理のソース用）[33]とも呼ばれる。セヴィルオレンジは、英国ではマーマレード作りに活用される[34]。スイートオレンジと同様にザボンとマンダリンの交雑種だが、異なる雑種形成事案によって生じた[35]。
- マンダリンオレンジ(Citrus reticulata) - ミカン属の原種であり、普通オレンジの先祖。日本のミカン類生産も、これの「タンジェリン」として統計分類される[注釈 3]。
- カラタチ(Poncirus trifoliata) - 英名が「トリフォリアーテオレンジ」で、単独の属（カラタチ属）に分類されたりもする。スイートオレンジや他のミカン属栽培品種を接ぎ木する際の台木として使われることが多い[7][36]。

膨大な数の栽培品種は、スイートオレンジと同じく、ザボンとマンダリン祖先の混成である。一部の栽培種は、スイートオレンジと同じ親から生じたマンダリン-ザボンの交雑種である（例：タンゴールやポンカンなど）。 他の栽培種は、スイートオレンジとマンダリンの交雑種である（例：クレメンティン）。マンダリンの形質は一般的に、小ぶりで扁球体、果皮が剥きやすく、酸味が少ないことなどである。ザボンの形質には、房と密着した厚い白色の内果皮（アルベド）などがある。

## 語源
サンスクリット語では、オレンジの木を「ナーランガ(नारङ्ग)」と呼ぶ。この語はドラヴィダ語で「香り高い」を意味する「ナル(naru)」に由来するものである。このサンスクリット語は、ペルシャ語「ナーラング(نارنگ)」やアラビア語「ナーランジュ(نارنج)」を介して欧州言語に入ってきた。
このアラビア語がフランスの古プロヴァンス語に入ると、果実の色からラテン語で「黄金」を意味する"au-"が付されて「オーランジャ(auranja)」となり、フランス語では「金」を意味する"ou-"に置き換えられて「オルンジュ(orenge)」に変化した。そして14世紀に、この古フランス語の単語が後期中英語に導入されて「オレンジ(orange)」になったとされる。最初に英語でオレンジ(orange)と表記されたのは1512年である。
オレンジ色はこの果物にちなんで名付けられた。

## 歴史

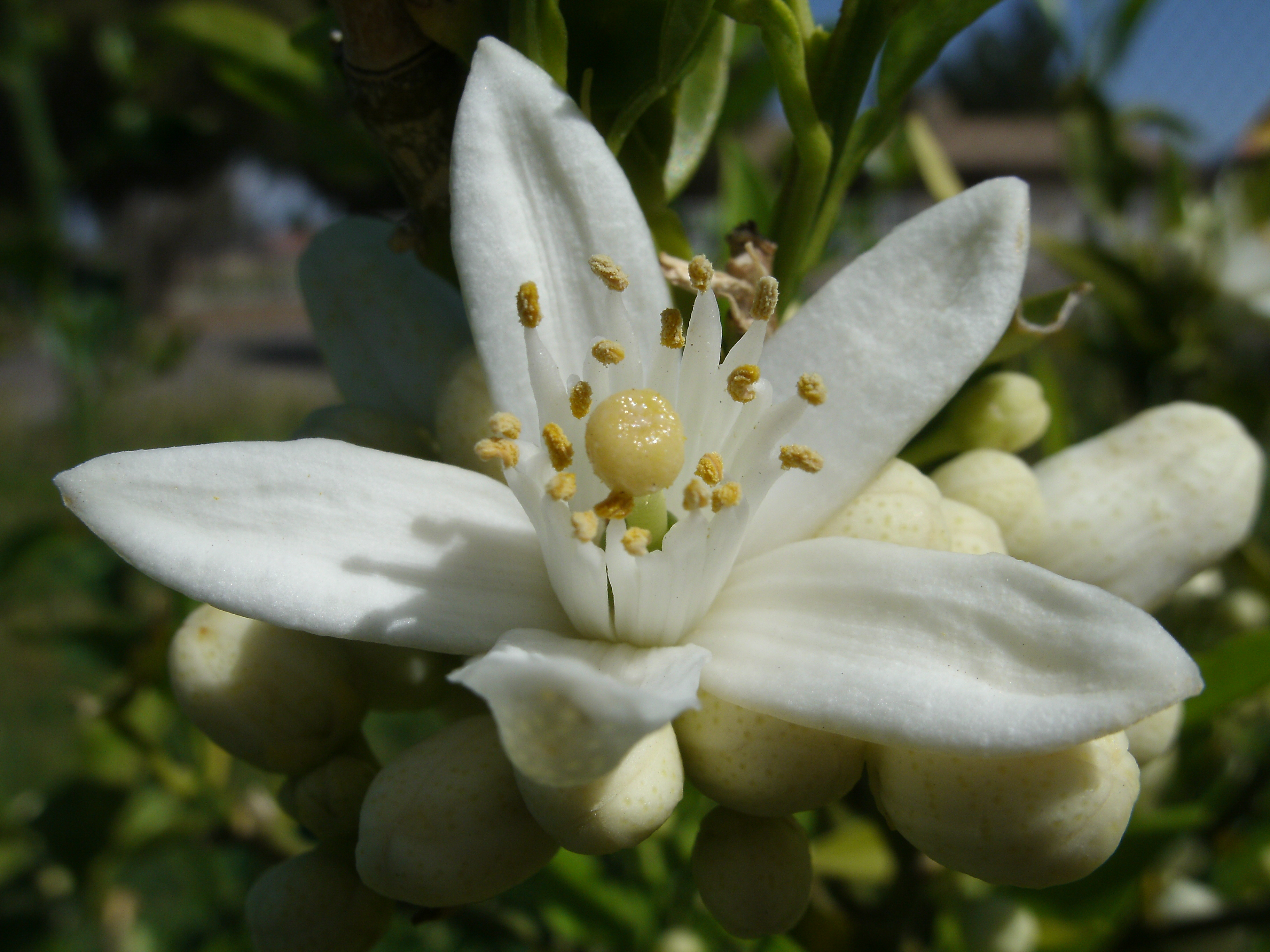
オレンジの花の拡大写真

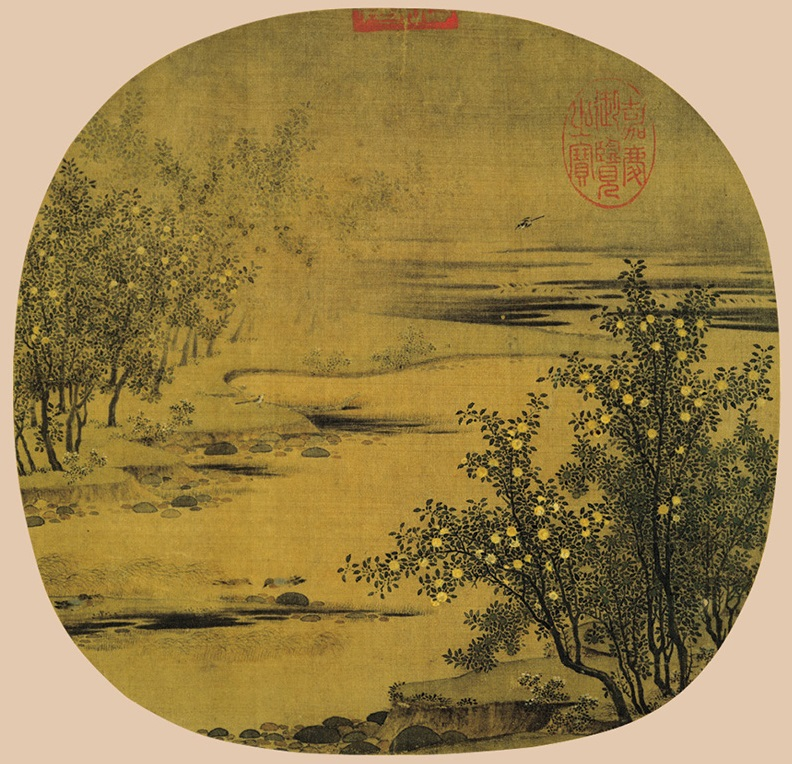
趙令穰による宋代の絵画『橙黃橘綠』（国立故宮博物院所蔵）

スイートオレンジは野生の果実ではなく、非純粋なマンダリンオレンジと実質的にマンダリン要素を持つザボン交雑種との掛合わせからの栽培で生まれた。その葉緑体DNAはザボンのそれで、恐らくザボン1代戻し交配のザボン交雑種だった可能性が高く、これが初代オレンジの母親となった。ゲノム解析に基づくスイートオレンジ先祖品種の相対的な割合は、ザボン約42%とマンダリン約58%である。スイートオレンジの全品種はこの最初の掛合わせから派生したもので、農業繁殖中に選抜された突然変異によってのみ違いが生じる。スイートオレンジは、ダイダイ（英名:ビターオレンジ、恐らく野生環境で独自発生した）と起源が異なり、純粋なマンダリンとザボンを両親とする掛合わせから生まれた。中国文学における最も古いこの柑橘類への言及は紀元前314年に遡る。
ヨーロッパでは、ムーア人がイスラム統治下のイベリア半島（アル＝アンダルスと通称される）にオレンジを導入し、一緒に大規模栽培が10世紀に始まった（同果樹園を支える特別に設えられた複雑な灌漑技術の証拠も存在する）。柑橘類の果実は、9世紀のイスラーム統治期にシチリア島に導入されたが、イタリアとポルトガルの商人が地中海地域にオレンジの木を持ち込んだ15世紀後半か16世紀初頭まで、スイートオレンジは知られていなかった。その後すぐに、スイートオレンジが食用果実に採用された。スイートオレンジは高級品と考えられ、富裕層はオランジェリーと呼ばれる私的な温室でオレンジを栽培した。1646年までに、スイートオレンジは欧州全域でよく知れ渡った。フランスのルイ14世はオレンジの木を特に愛でており、ヴェルサイユ宮殿に王室オランジェリーの中で最も壮大なものを造ってしまった。ヴェルサイユでは、銀無垢の桶に植えられたオレンジの木が宮殿の部屋じゅうに置かれ、オランジェリーは一年中この果物を栽培して王宮に供給できるようにしていた。
スペイン人渡航者がアメリカ大陸にスイートオレンジを導入した。1500年代半ばに南米とメキシコ、そして1565年にはフロリダ州にスイートオレンジがもたらされた。オレンジはビタミンCが豊富であり簡単には腐らないので、大航海時代にポルトガル・スペイン・オランダの船員が壊血病を防ぐために貿易ルートに沿ってミカン属の果樹を植えていった。
日本に関しては、江戸時代の鎖国体制のため幕末まで欧米との交易は確立されず、古代から中国経由で導入されていたオレンジの近縁種ミカンが先に栽培され、国内流通していた。欧米からオレンジが導入されるのは明治時代に入ってからの事である。
中国北宋代の詩人の蘇軾は、酒を作るためにスイートオレンジを収穫するようすを詩に歌い、その酒は「トルコ石のひしゃく、銀の酒瓶、紫の紗、緑の絹の包みにふさわしい」と述べている。

### 逸話
ギリシャ神話では、ゼウスがヘラーと結婚したとき、オレンジを贈ったことから、花嫁の頭上にこの花を飾る習慣になった。
日本では、1994年に愛媛県の柑橘類生産農家が、オレンジの魅力をもっと広めたいという思いから、4月14日をオレンジデーという記念日に制定した。オレンジの花言葉が「花嫁の喜び」であることや、オレンジは花と実を同時につけるため、欧米では愛と豊穣のシンボルとされていることも由来とされている。

## 品種

### 普通オレンジ

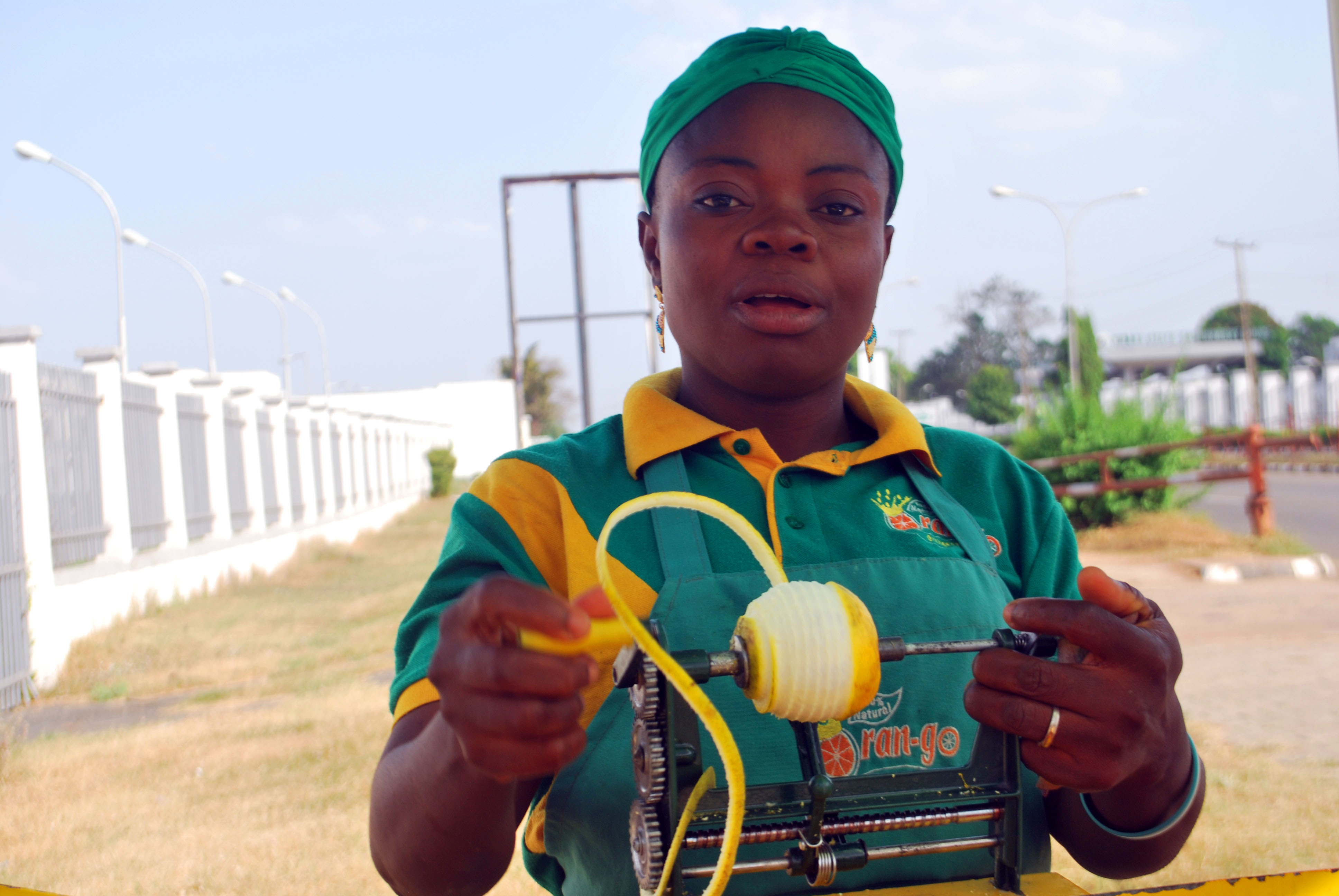
ナイジェリアクワラ州のオレンジ販売業者が、オレンジの外皮を剥いているところ。

普通オレンジは、オレンジ生産量の約3分の2を占めている。この作物の大部分はジュースの抽出に使用される。

#### バレンシア

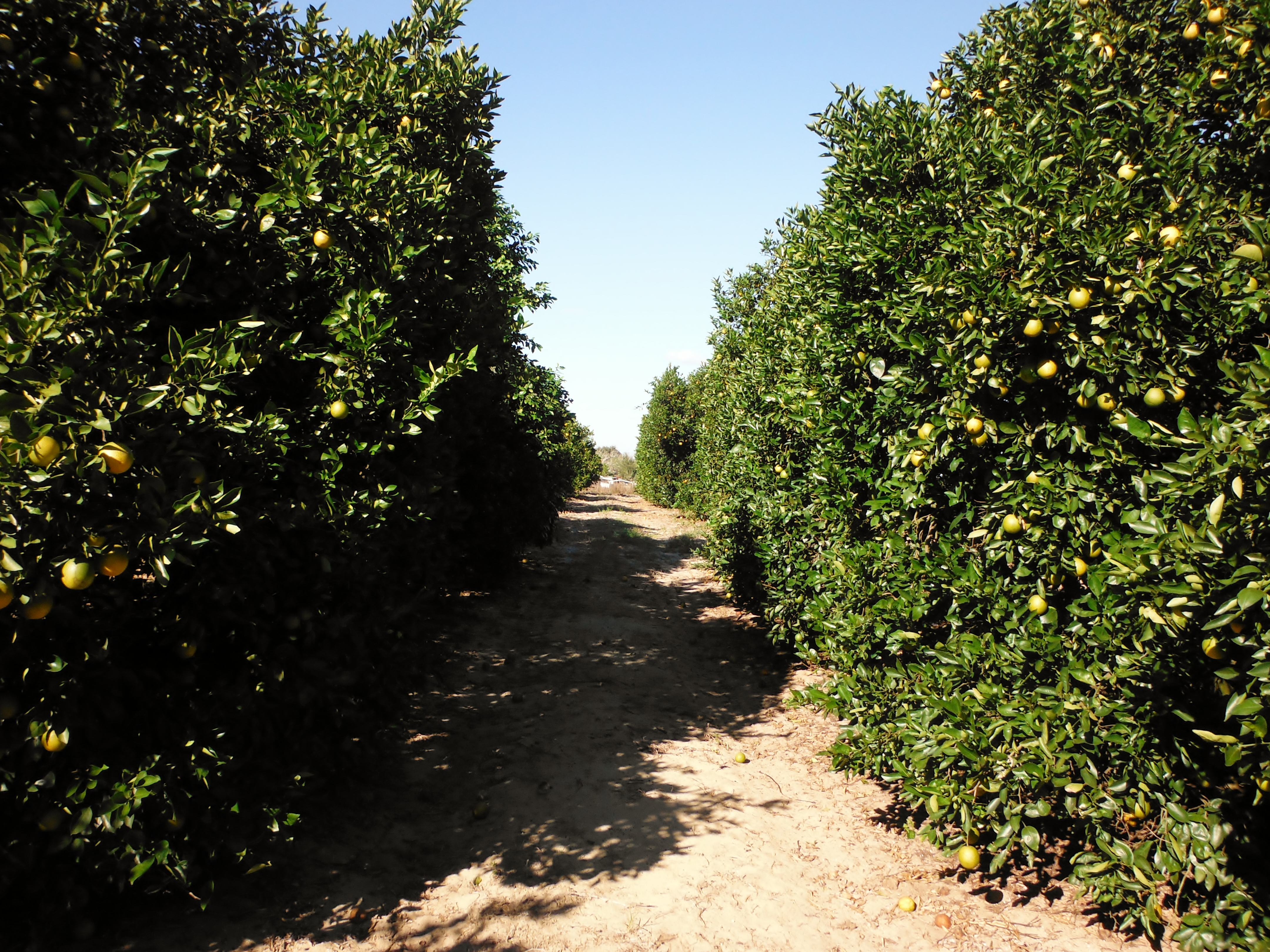
米フロリダ州のオレンジ畑

バレンシアオレンジは、世界で最も多く栽培されている熟期の最も遅いオレンジ。ネーブルオレンジが季節外れの時に普及する品種である。スペインで開催された1982 FIFAワールドカップのマスコットに擬人化したオレンジが選ばれた。このマスコットはナランヒート(Naranjito,小さなオレンジ)と名付けられ、スペイン代表の色を身に着けていた
ただし原産地はスペインのバレンシア州ではない。アゾレス諸島（ポルトガル領）から1870年頃に米国に持ち込まれ、フロリダ州でその果樹が売却されたのが発端である。

#### チェリーオレンジ
日本だと「紀州ミカン」または「小ミカン」と呼ばれている品種である。日本で最も古くから育てられているミカン属の果実で、原産地は中国浙江省から長江一帯とする説が有力である。江戸時代から明治時代中頃までは日本における食用ミカンの代表種だったが、種有りで酸味が強かったこともあり、その後は食べやすい温州ミカン（種なしで甘みが強い）が台頭した。
19世紀末に、日本から米国へと持ち込まれて「キノクニ マンダリン(Kinokuni mandarin)」と呼ばれているほか、ヨーロッパでは「チェリーオレンジ (Cherry Orange) 」のブランド名で売られている。

#### その他

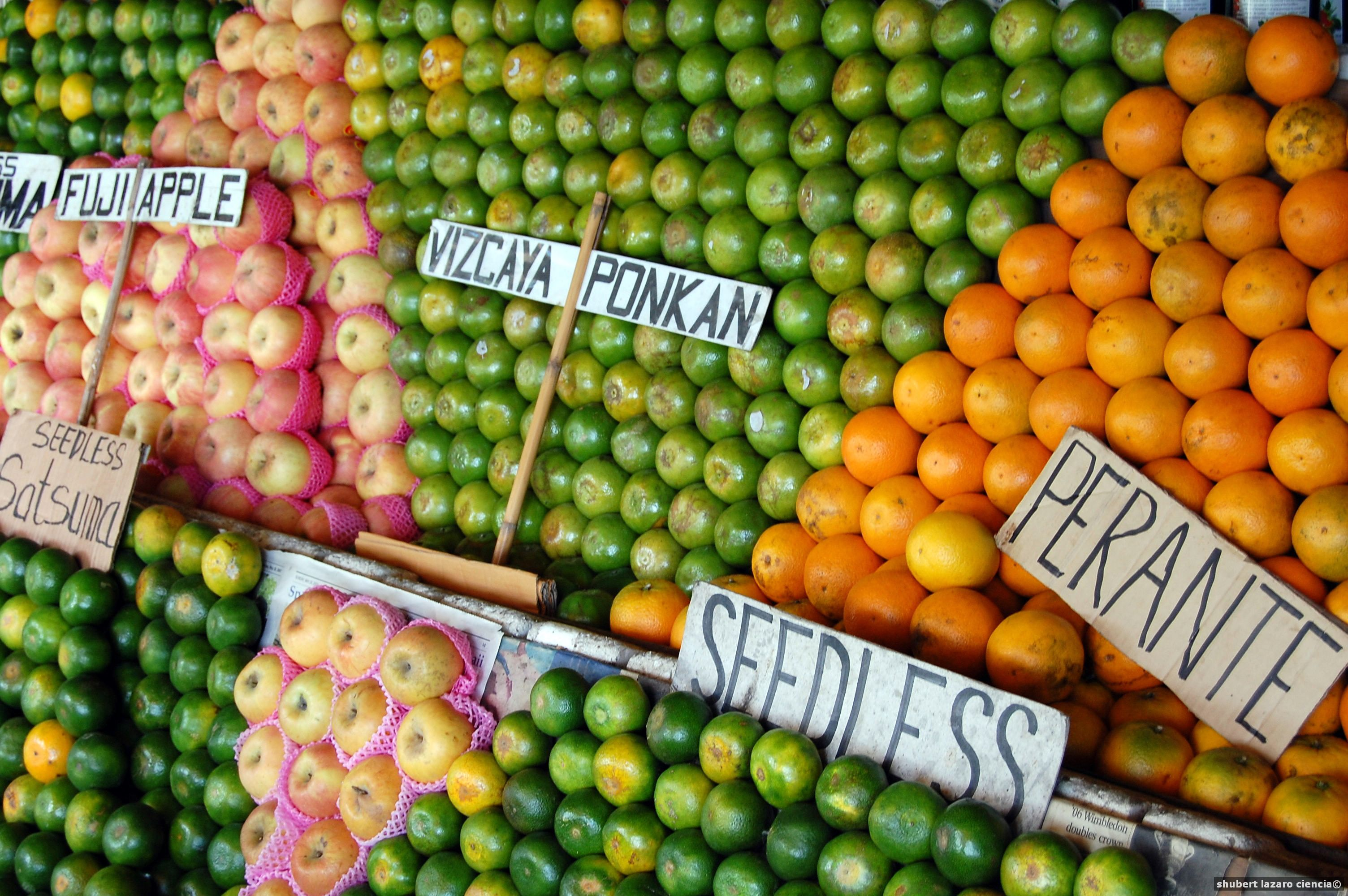
フィリピンの市場で売られている様々なオレンジ

- ハムリン：1879年に米国フロリダ州で発見された栽培品種。高収量で耐寒性があり、10月から12月に良質の実が成る。食用果実だが商業利用には小さすぎる[42]。フロリダ州では最も人気のあるジュース用オレンジの1つ。
- バリ：インドネシアのバリ島で栽培。他のオレンジよりも大きい
- ビオンド・コムーネ：地中海盆地の、特に北アフリカ・エジプト・ギリシャ・イタリア・スペインで広く栽培され、「ベレディ」「ノストラーレ」とも呼ばれる[29]
- カダネラ：アルジェリア・モロッコ・スペインで栽培される種なしオレンジで、風味に優れている。11月に熟し始め「種なしバレンシア」ほか様々な商品名で知られる[29]。
- 福原オレンジ：日本の千葉県で誕生した晩生種。1909年頃、福原周平がユズの台木にジョッパを接ぎ木した際の枝変わりで生まれた[57]。豊産性でつくりやすい。
- ガードナー：フロリダで生育している中生品種で、2月初旬頃に熟す。果実は比較的固い[58]
- ジャッファ・オレンジ：中東産の品種で「シャムーチ」とも呼ばれる
- ジンチェン（錦橙）：中国で最も普及しているオレンジ
- ジョッパ：南アフリカとテキサス州で栽培。
- コナ：ジョージ・バンクーバーによって1792年にハワイに導入されたバレンシアオレンジ品種。19世紀はこのオレンジがハワイ島コナ地区からの主要輸出品で、同地区では最初に植えた果樹が今でも結実する。
- ルーギムゴン：フロリダで栽培。「ミカンの天才」とも称される中国系移民の劉錦濃（刘锦浓）が生み出した、彼の名に由来する品種[17][59]。交雑種ではなく珠心胚実生の品種で[60]、2006年以降は一般名バレンシアで売られている。
- マセテラ：スペインで栽培、独特な風味で知られる
- マルターゼ・ブロンド：北アフリカで栽培
- マルターゼ・オーバル：南アフリカとカリフォルニアで栽培、「ギャレイズ」「カリフォルニア地中海スイート」といった名前でも知られる
- マース：テキサス州、カリフォルニア州、イランで栽培され、酸味が比較的低い
- ミッドスウィート：フロリダで栽培され、ハムリン品種に似た新しい穂木、果実は硬くて晩生。果物の生産と品質はハムリンのと同様ですが、果汁の色がより濃い[58]
- モロ・タロッコ：イタリアで栽培。楕円形の果実でタンジェロに似ており、内果皮が独特のキャラメル色。この色は赤い果実・花に共通するアンソカルピウムと呼ばれる色素によるもので、通常はミカン属に存在しない。起源は17世紀にシチリアで起きた突然変異。
- ナリンジャ：南インドのアンドラで栽培
- パーソンブラウン：フロリダ・メキシコ・トルコで栽培され、かつてはフロリダ広く栽培されたジュース用オレンジ。但し現在は他の品種に押され気味で人気低迷。1865年にフロリダ州で偶然の種苗で始まった。果実は丸くてサイズ中程度、厚くてごつごつした外皮で、10-30の種が入っている。米国で最も早生な果実で、通常は9月上旬（テキサス州）[30] や10月上旬-1月（フロリダ州）[58]に成熟する。外皮と果汁の色が貧弱で、果汁の品質も同様である[30]
- ペラ：ブラジルで栽培され、ブラジルの柑橘類産業で非常に人気があり、2005年に750万トンを収穫した。ペラコロア、ペラナタル、ペラリオなどの変種もある
- ポンティアナック：特にインドネシアのポンティアナックで栽培された楕円形のオレンジ
- ロードレッド：バレンシアオレンジの突然変異だが、果肉の色が鮮烈。バレンシアよりも多くの果汁・酸味・ビタミンCがある。1955年にフロリダ州で発見された。
- ローブル：1851年にスペインからフロリダ州に最初に船で運んだ人物ポール・ロードの名を冠した品種。糖度が高いことで知られる。
- セレタ、セレクタ：オーストラリアとブラジルで栽培され、酸味が強い
- シャムーチ・マスリー：エジプトで栽培。より結実するシャムーチの変種
- サンスター：フロリダで栽培。この新しい品種は中生(12月から3月)の果実で、耐寒性かつ落果しづらい性質がある。果汁はハムリンの色よりも暗い[58]

### ネーブルオレンジ
ネーブルオレンジは、頂点で第2の果実が膨らんで僅かに突出し、人間のへそ(navel)に似ているのが特徴である。様々な理由で人間の消費向けに栽培されている。一般に、厚い外皮が皮をむきやすくしており、果汁は少なめながら、ジュースに不向きな苦味も少ない。搾りたての果汁は美味しいが、時間がたつとすぐに苦味がでる。栽培可能地域の広さと長い収穫期間がネーブルオレンジを非常に普及させた。米国では11-4月にかけて収穫可能で1月-3月が出荷のピークである。
17世紀に1000種類の柑橘類を収録した目録『ヘスペリデス Hesperides』の中で、イエズス会神父のジョバンニ・バッティスタはこのように述べている。
「このオレンジは、その木の多産性を見習って、果実の上になんとかもうひとつ果実を実らせようとして失敗している。」
1917年のアメリカ合衆国農務省による研究によると、ブラジルのバイーア州に植えられたセレクタオレンジの枝変わりで、恐らく1810-1820年の間に最初のネーブルオレンジが生まれたとされている。この突然変異で、オレンジは茎と逆側の底部に第2の果実を（大きな第1果実の皮内部に）生じさせた。ネーブルオレンジは1824年にオーストラリアへ、1835年にフロリダ州へと導入された。1873年、 カリフォルニア州に原木の株が2つ植えられ、そこでの果実が「ワシントン」ネーブルとして知られていった。この栽培品種は非常に成功し、急速に他国へと広まった。 この突然変異で種が無くなったため自家繁殖できず、他のミカン属果樹に接ぎ木するのがネーブルオレンジを栽培する唯一の方法となった。ちなみに、日本で出回っているほとんどのネーブルオレンジは、このワシントンネーブルが起源となっている。ワシントンネーブルのほか、鈴木ネーブル、森田ネーブル、白柳ネーブルなど多くの品種がある。
現在、ネーブルオレンジは挿し木と接ぎ木による伝播が続けている。これは一般的な育成選択の手法が使えないためで、全てのネーブルオレンジは単一の約200年前の木から生じた果物だと見なすことができる。原木と全く同じ遺伝的構成を有しており、クローンである。これは、一般的な黄色の種なしキャベンディッシュ (バナナ)やグラニースミス （リンゴ）の場合と同様である。滅多には起きないが、更なる突然変異が新たな品種をもらたらすことがある。

#### カラカラ

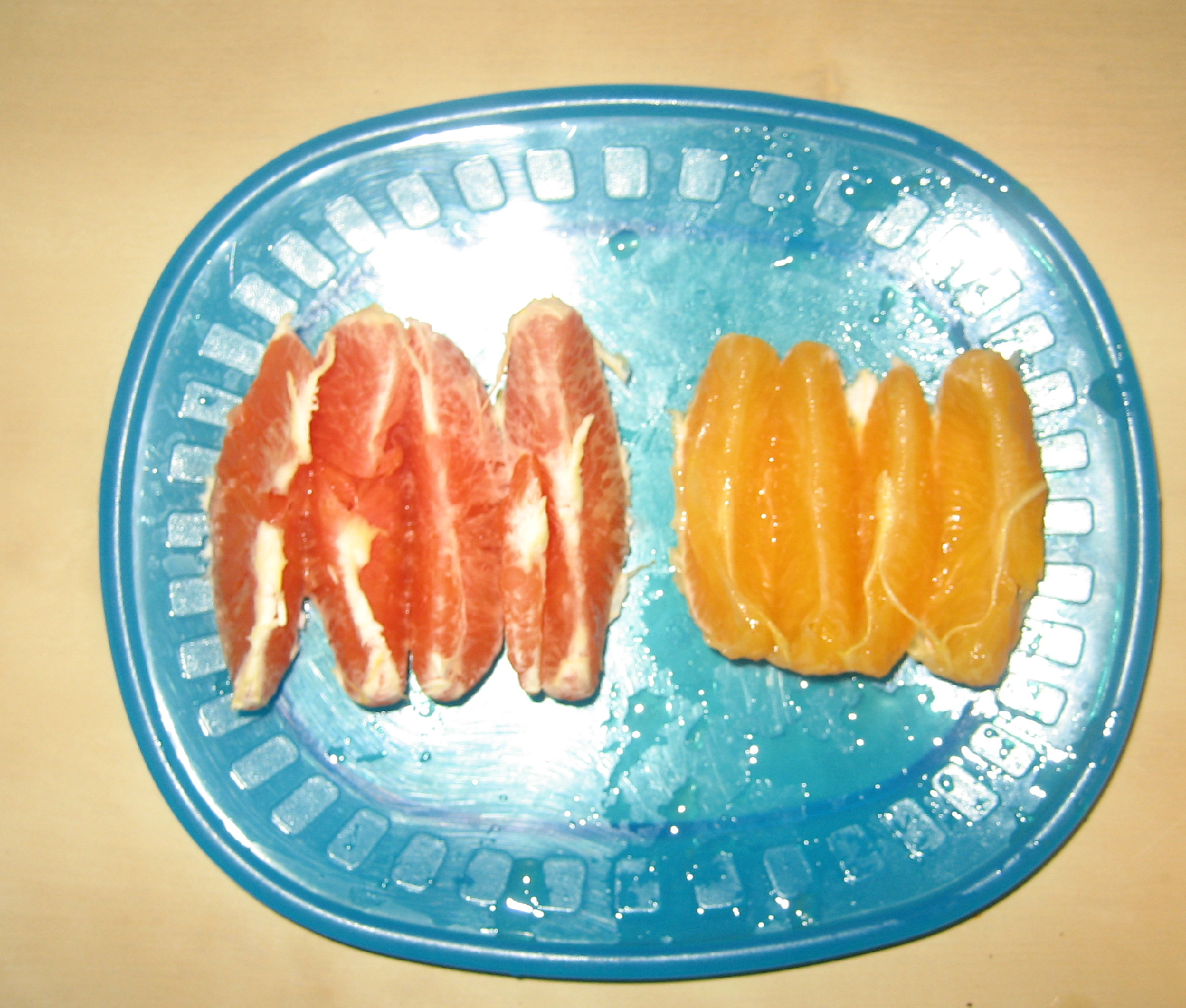
カラカラオレンジの果肉（左）

カラカラ・ネーブルオレンジ（ルビーブラッドネーブルやピンクネーブルとも呼ばれる）は、主にベネズエラ・南アフリカ・米カリフォルニア州で栽培されているネーブルオレンジの一種。甘くて酸味は比較的少なく、他のネーブルに似て鮮やかなオレンジ色の外皮だが、果肉は独特にピンクがかった赤である。先のワシントンネーブルとブラジルのバイーアネーブルの掛合わせで生まれたと考えられており、1976年にベネズエラのカラカラ農園で発見されたことからその名が付いた。
南アフリカ産のカラカラは8月上旬に市場出荷の準備が整うが、ベネズエラ産の果実は10月に、カリフォルニア産は11月下旬に出荷時期を迎える。

#### その他
- バイーアネーブル
- ドリームネーブル
- （晩生の）レイトネーブル
- ワシントンネーブル(en)またはカリフォルニアネーブル
- フクモト：日本からカルフォルニアに導入
- ネーブリーナ：主にスペインで生産される早生種

### ブラッドオレンジ

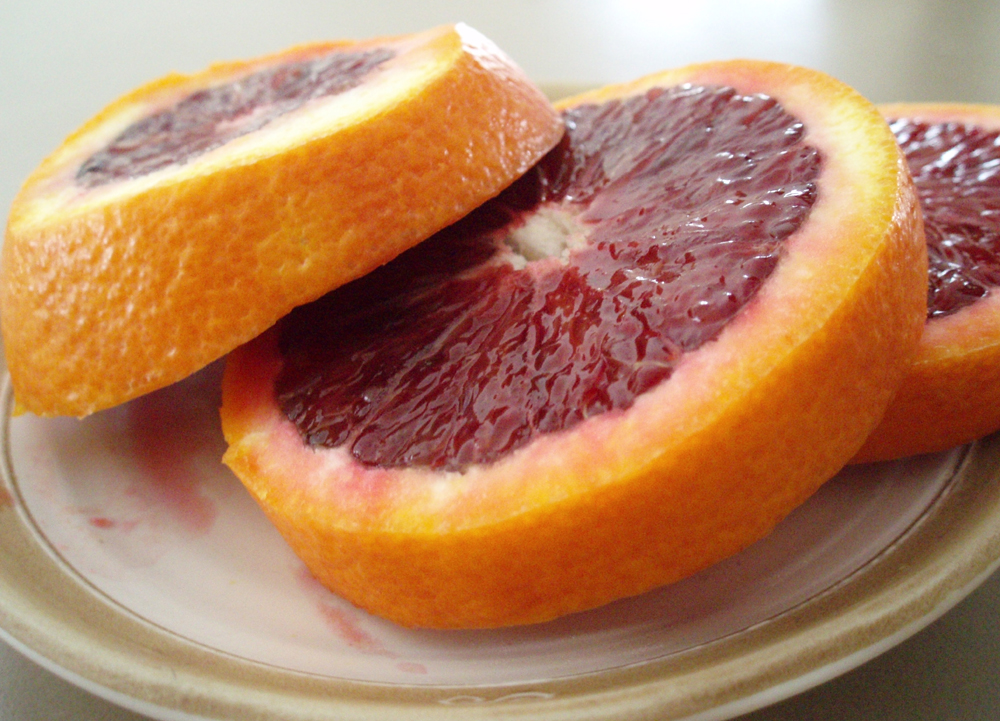
輪切りされたブラッドオレンジ

ブラッドオレンジはは17世紀に出現した突然変異種だが、現在はその大半が交雑種である。高濃度のアントシアニンが果実の外皮と果肉と果汁に特徴的な赤紫色をもたらし、日本では直訳で「血ミカン」という呼び方もされる。15世紀にシチリア島で初めてブラッドオレンジが発見され、栽培された。以来、世界中に広まっていくが、特にスペインとイタリアで栽培されている。ブラッドオレンジには独特の色と風味があり、一般的にはジュース向きと考えられている。

#### 主な品種
ブラッドオレンジでよく知られている品種を幾つか挙げる。
- マルチーズブラッド：小ぶりながら色の濃い品種で、イタリアで突然変異として誕生したと一般的に考えられており、何世紀にもわたって栽培されている。また、スペイン南部とマルタで広範囲に育成されている。豊かなワインレッドのためシャーベットや他のデザートに使われている。
- モロ：シチリア島が発祥でありイタリア全土で一般的な品種。この中型の果実は、12月から4月までと収穫時期が比較的長い。
- サンギネリ：ドブルフィーナの突然変異体で、1929年にスペインのカステリョン県で発見された。シチリア島で栽培されている。
- タロッコ：イタリアで開発された比較的新しい品種。大きくて品質がよく、日本ではよく知られている。1月下旬に熟し始める[75]。

### 無酸オレンジ
無酸オレンジは、酸味の非常に低い早生果実である。米国ではこれも「スイート」オレンジと呼ばれ、諸外国でも似たような名称が付いている。北アフリカや近東では「メスキ」の名で非常に普及している。
腐敗から果汁を保護してくれる酸味が欠けているので、一般的にジュース製造向きではなく、主に生食用である。この品種は現地消費において利益を生んでいるが腐敗の足が早いため、人口が沢山いるヨーロッパ・アジア・米国の中核地への輸出には適していない。
また刺激のない甘ったるい風味は多くのアラブ諸国で愛され、スペイン、ポルトガル、イタリアにも一定のファンがいる。そのため、それらの地域では今もこの種のオレンジがある程度生産されているが、輸出はされていない。
- ヴェイニグリア 果肉がピンク色で果汁が多く、甘くてやや苦味がある[77]。

### 交雑種
スイートオレンジは交雑種の範囲も広げており、特にグレープフルーツはスイートオレンジとザボンの戻し交配から生じている。グレープフルーツとスイートオレンジの自発的な戻し交配は、続いてオランジェロをもたらす結果となった。スイートオレンジとミカン（マンダリンやタンジェリン）との自発的および工学的な戻し交配はタンゴールと通称される品種を生み出し、ここにはクレメンティンやマーコットなどが含まれる。
より複雑な掛合わせも行われている。いわゆるアンバースイートオレンジは、実際には（オーランドタンジェロとクレメンティンの）交配種とスイートオレンジとを掛け合わせた複雑な交雑種であり、米国ではこれを合法的にオレンジジュースに使用できるようスイートオレンジに指定した。シトレンジは、一般的なスイートオレンジとカラタチとの属間交雑種である。

## 属性

### 風味の要因

酢酸オクチル、オレンジの香りに寄与する揮発性化合物

オレンジの味は主に糖分と酸味の相対比率によって決定され、オレンジの香りは揮発性有機化合物に由来する。リモニンなど苦みのあるリモノイド化合物は（実の）発達中に徐々に減少し、揮発性芳香化合物は中後期の発達で最高潮になる傾向がある。味質は収穫後に改善する傾向があり、その場合は苦味が少なく糖分や酸味が高くなる。柑橘類の果実のためオレンジは酸性で、pH値は2.9-4.0の範囲である。
こうした風味は、遺伝的背景、生育中の環境条件、収穫時の熟度、収穫後の状態、および貯蔵期間によって変動する。

### 栄養価と植物化学物質
オレンジの果肉は水分87%、炭水化物12%、タンパク質1%、僅かに脂肪も含まれる(右の表参照)。基準量100gとして、オレンジの果肉は熱量47カロリーで、ビタミンC豊富であり、米国では1日摂取量の64%を占める。他の微量栄養素は有意な量ではない(右の表参照)。
オレンジには、カロテノイド（β-カロテン・ルテイン・β-クリプトキサンチン）やフラボノイド（ナリンゲニンなど）を含む多様なフィトケミカルが含まれているほか、アルデヒド・エステル・テルペン・アルコール・ケトンといったオレンジの香りを生み出す多数の揮発性有機化合物も含んでいる。
オレンジの果汁は、ライム果汁やレモン果汁に比べてクエン酸が5分の1程度(約47g/ l)に過ぎない。

### 格付け
米国農務省(USDA)は、フロリダオレンジの格付けを実施しており、これは主に生食用果物として販売されているオレンジに適用される。具体的には、US Fancy, US No. 1 Bright, US No. 1, US No. 1 Golden, US No. 1 Bronze, US No. 1 Russet, US No. 2 Bright, US No. 2, US No. 2 RussetUS No. 3のグレードがある 。
一般的な格付けの特徴は、色（色相と均一性）、ハリ、成熟度、品種特性、質感、形状である。最高グレードのファンシーは、最高級の色でキズ等が一切ないことが必要とされる。ブライト、ゴールデン、ブロンズ、ラセットの用語は単に色のくすみに関するものである。等級は、消費者の安全に影響を与えない見た目の悪い果皮のキズの量とハリによって決定される。米国農務省は瑕疵を3部門（全般的な瑕疵、部分的な傷、その他の損傷）に分類している。
米国農務省は、ジュース用オレンジに別の格付けシステムを使っており、なぜならこの場合は見た目や質感は問題にならないためである。米国ではAA果汁等級とA果汁等級の2等級だけが加工前のオレンジに与えられる。果汁等級は次の3要因によって決まる。
1. オレンジのジューシーさ
2. 果汁における固形分の量（AA等級では最低でも固形分10%が必要）
3. 果実固形物中の無水クエン酸の割合

## 栽培

### 気候

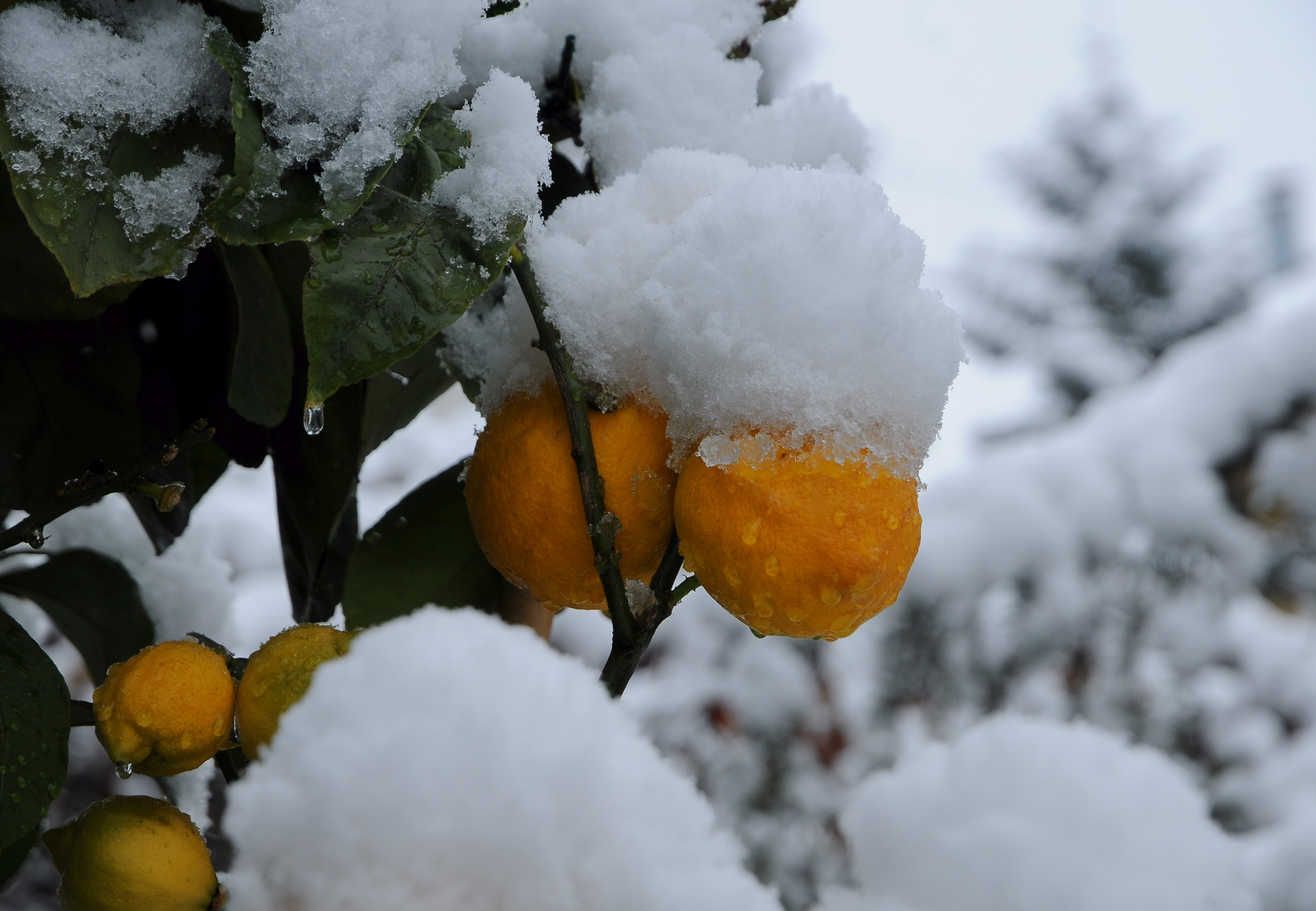
雪が積もって損傷したオレンジ（オランダ）

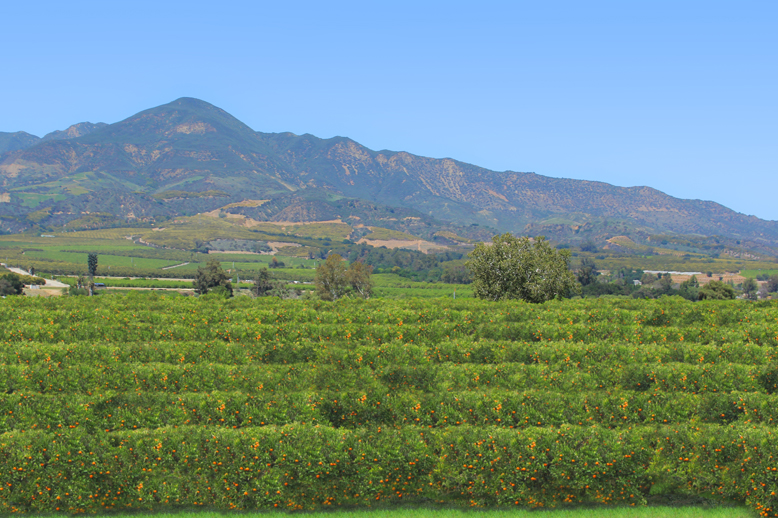
カリフォルニア州のオレンジ畑

大半の柑橘類植物と同様、オレンジは15.5-29 °Cの適度な温度下でよく育ち、かなりの日光と水を必要とする。中東での柑橘類産業による水資源の使用は、同地域の乾燥の一因となっている。果実の完全な発達におけるもう一つの重要な要素は、夏冬および昼夜での温度変動である。寒冷気候では、屋内でオレンジを栽培可能である。
オレンジは霜に敏感なので、氷点下の温度が予想される場合に果実や果樹への霜害を防ぐための様々な方法がある。一般的な工程は、木に水を噴霧して薄い氷の層（0 °Cを保てる）で木を覆い、気温がさらに低くなっても木を断熱する。これは、周囲がより寒いうちは水が熱を奪われ続け、環境内で水が氷に変わることで木には（細胞が凍ってしまうような）損傷が及ばなくなるためである。ただし、この実践はごく短時間の保護のみである。もう一つの手法は、木の間に置かれた燻し壺 (smudge pot) で燃料油を燃やすことである。この装置は大量の粒子を放出しながら燃焼するため、煤粒子上で起こる水蒸気の凝縮が植物の凝縮を防ぎ、気温をわずかに上昇させる。燻し壺は、1913年1月に南カリフォルニアで悲惨な凍害が作物全体を破壊した後、初めて開発された。

### 伝播
種子から直接オレンジの木を育てることもできるが、発芽能力が無かったり親とは異なる果実が成る場合もある。市販のオレンジの種が育つためには、湿潤状態を常に保つ必要がある。1つのやり方は、発芽するまで種子を湿ったペーパータオルで挟んで置き、それから発芽した苗を植えることだが、種子を土壌にただ埋めているだけの栽培者も多い。
商業的に栽培されたオレンジの果樹は、成熟した栽培品種を実生りに適切な台木に接ぎ木することによって無性生殖で繁殖され、同じ収穫量や果実特性そして長年に及ぶ（成果の）病気耐性を確保している。伝播には 2 つの段階がある。まず、台木は種から育てる。そして約1歳になると、葉の上が切り取られ、特定の若枝品種から芽が取られ、その幹に接ぎ木される。若枝はオレンジの品種を決定し、台木は害虫や病気に耐性を木に持たせ、特定の土壌や気候条件に適応できるようにする。そのため、台木は成長速度に影響を与え、果実の収量と品質に影響を与える。
台木は、穂木の品種と互換性がなければならない。そうでないと、樹木が痩せたり生産性が低下したり、枯れてしまう場合もある。
とりわけ接ぎ木の利点としては、樹木が均一に成熟して、種子で繁殖されたものよりも早く結実する（6-7年とは対照的に3-4年）点、穂木の最も優れた属性を台木の属性と組み合わせられる点である。

## 収穫
フロリダでは振動式の収穫機械を使用してオレンジを収穫することが増えてきている。現在の振動収穫機は、長さ180-210cm（6-7フィート）の櫛歯を束ねて使い、比較的一定の振れ幅と周波数で果樹の林冠を振っていく。
通常、オレンジは淡いオレンジ色がついたところで摘果される。

### 催色
オレンジは収穫時に成熟している必要がある。米国のテキサス州・アリゾナ州・カリフォルニア州・フロリダ州には、人間の消費向けに未熟果実を収穫することを禁じる法律がある。ただし熟したオレンジでも、しばしば皮に緑色や黄緑色が見られる。そこでエチレンガスが緑の皮をオレンジ色に発色するために使われる。この工程は「催色」として知られている。
オレンジは追熟しない果物のため、エチレンガスに反応して収穫後の熟成を内部で行うことはできないが、外部では緑色が消えていく。 

### 貯蔵

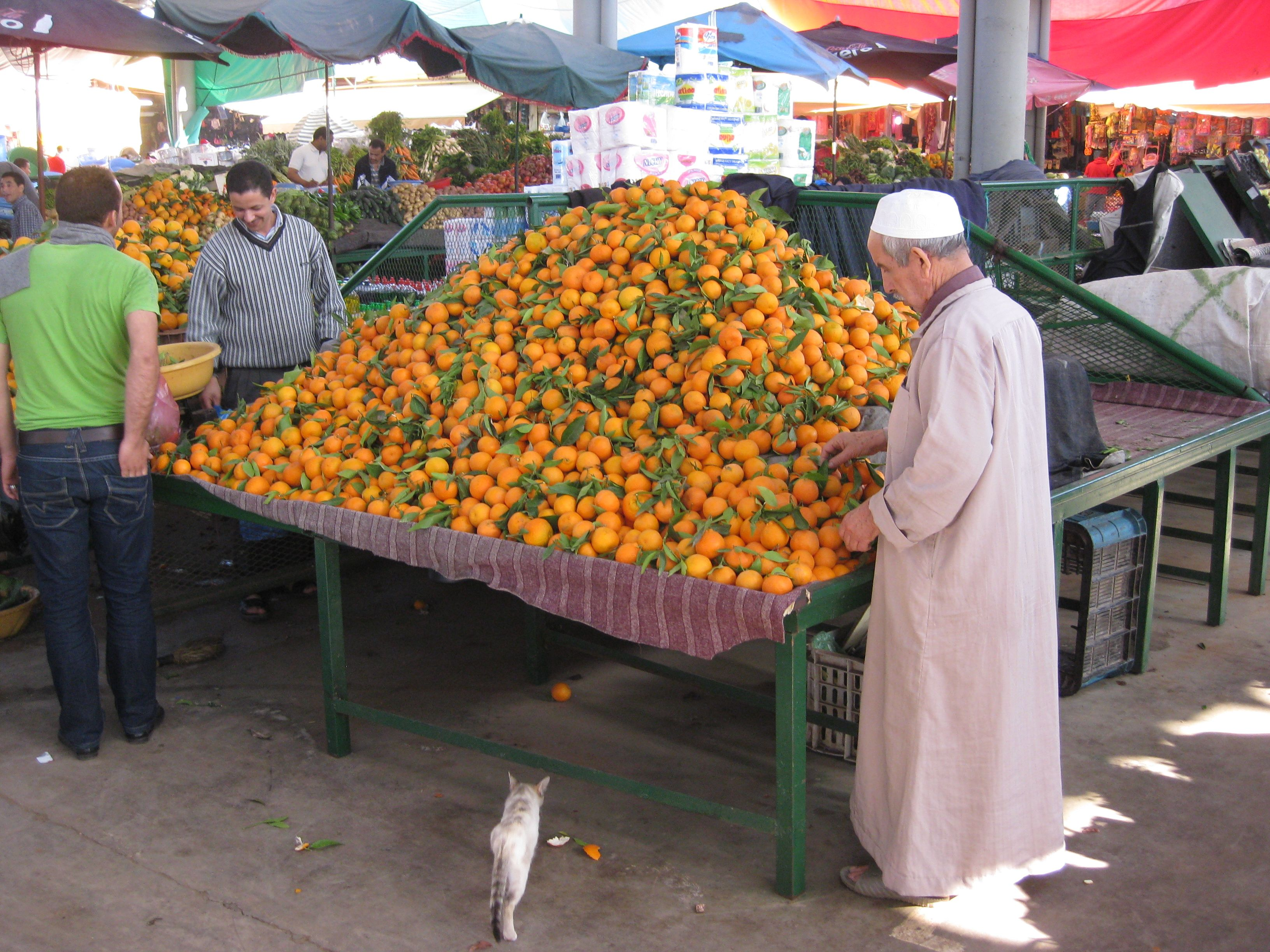
オレンジを満載した台（モロッコ）

商業的には、最大で収穫後12週間、気圧管理された部屋で冷凍によりオレンジを貯蔵可能である。貯蔵の寿命は結局のところ品種、成熟度合い、収穫前条件、取り扱いでまちまちである。ただし店舗や市場では、オレンジが非冷凍の棚に陳列されることになる。
家庭におけるオレンジの賞味期限は約1ヶ月である。オレンジは、口の開いたまたは穴開きのビニール袋でゆるく保管しておくのが、最適な方法である。

### 害虫と病気

#### ワタフキカイガラムシ
米国でオレンジの木を攻撃した最初の主な害虫は、1868年にオーストラリアからカリフォルニアに輸入されたワタフキカイガラムシ(Icerya purchasi)だった。20年以内に、ワタフキカイガラムシはロサンゼルス周辺の柑橘類の果樹園を席巻し、カリフォルニア州全体でオレンジ色の成長が制限された。1888年、米国外務省は専門家をオーストラリアに派遣し、このカイガラムシを本生息地で研究した。彼はベダリアテントウ(Rodolia cardinalis)という現地のテントウムシ検体を持ち帰り、10年以内にこの害虫は抑制された。

#### カンキツグリーニング病
Liberobacter asiaticumという菌によって引き起こされるカンキツグリーニング病は、2010年以来オレンジ生産に対する最も深刻な脅威となっている。葉のさまざまな色合いの斑が出るのが特徴のほか、果実の変形や不十分な色あい、不快な味になる。この病気が流行している地域では、柑橘類の木はわずか5-8年しか生きられず、消費に適した実を結ぶことはない。西半球では1998年にフロリダでこの病気が発見され、以来ほぼ全ての果樹が襲われている。2004年にはブラジルでも報告された。2009年以降、ブラジルの主要なオレンジ栽培地域(サンパウロ州とミナスジェライス州)にある果樹の0.87%がこの症状を呈し、2008年に比べ49%増加した。
この病気は、主に2種のキジラミ昆虫によって蔓延する。その一つがこの病気の効率的な病原媒介虫のミカンキジラミ(Diaphorina citri Kuwayama)である。各種テントウムシやアミメカゲロウ目などの広食性捕食者が、ミカンキジラミの死亡率（80-100％）に大きく貢献している。対照的に、ミカンキジラミの種特異的寄生虫Tamarixia radiataによる寄生は、フロリダ南西部だと変動的で一般的に低く、2006年には5-9月に12%未満、11月に50%未満の減少だった。
2007年、葉面殺虫剤を使うことでキジラミの個体数を短期間減らしたが、捕食テントウムシの個体数も抑制してしまった。アルジカルブの土壌適用はミカンキジラミの抑制が限定的だが、若木へのイミダクロプリド塗布は2ヶ月以上効果があった。
この病害の管理は困難で、きれいな株の使用、自発的および規制手段による接種の排除、柑橘類作物中の病原媒介キジラミを制御する農薬の使用、非作物用貯水池における病原媒介キジラミの生物学的制御を含む、統合的なアプローチが必要である。カンキツグリーニング病は抑制管理に完全に成功した訳ではない。

#### 黄斑病
糸状菌Mycosphaerella citriによって引き起こされる黄斑病(greasy spot)は、葉の斑点と早期落葉を生じさせ、木の活力と収量を減少させる。糸状菌の子嚢胞子は、落葉を分解する際に子嚢果で作られる。成熟すると、子嚢果が吐出されて気流によって分散されていく。
日本では、これと酷似するカンキツにせ黄斑病(pseudo greasy spot)が1960年代より屋久島のポンカンから流行し、ハウス栽培のミカン農園に全国的な被害を与えている。

## 生産
| オレンジ生産量(2019)      | オレンジ生産量(2019) |
| 国                        | 生産（百万トン）     |
| ------------------------- | -------------------- |
| ブラジル                  | 17.1                 |
| 中国                      | 10.4                 |
| インド                    | 9.5                  |
| アメリカ合衆国            | 4.8                  |
| メキシコ                  | 4.7                  |
| スペイン                  | 3.2                  |
| エジプト                  | 3.2                  |
| 世界                      | 78.7                 |
| 出典: FAO統計データベース |                      |

2019年、オレンジの世界生産量は7900万トンで、ブラジルが全体の22%を占め、他の主要生産国として中国、インド、米国、メキシコが続いた(右の表参照)。
米国では 、カリフォルニア州で生食用の果実を、フロリダ州でジュース用の果実を生産しており、フロリダ産の果汁は他地域で作られたジュースと混ぜられるなど高品質ではあるものの、比較的少量である。
日本のオレンジ生産は、2018年時点で9881トンの78位、うちネーブルの収穫量が約6000トン（2017年）を占める。

## 加工品

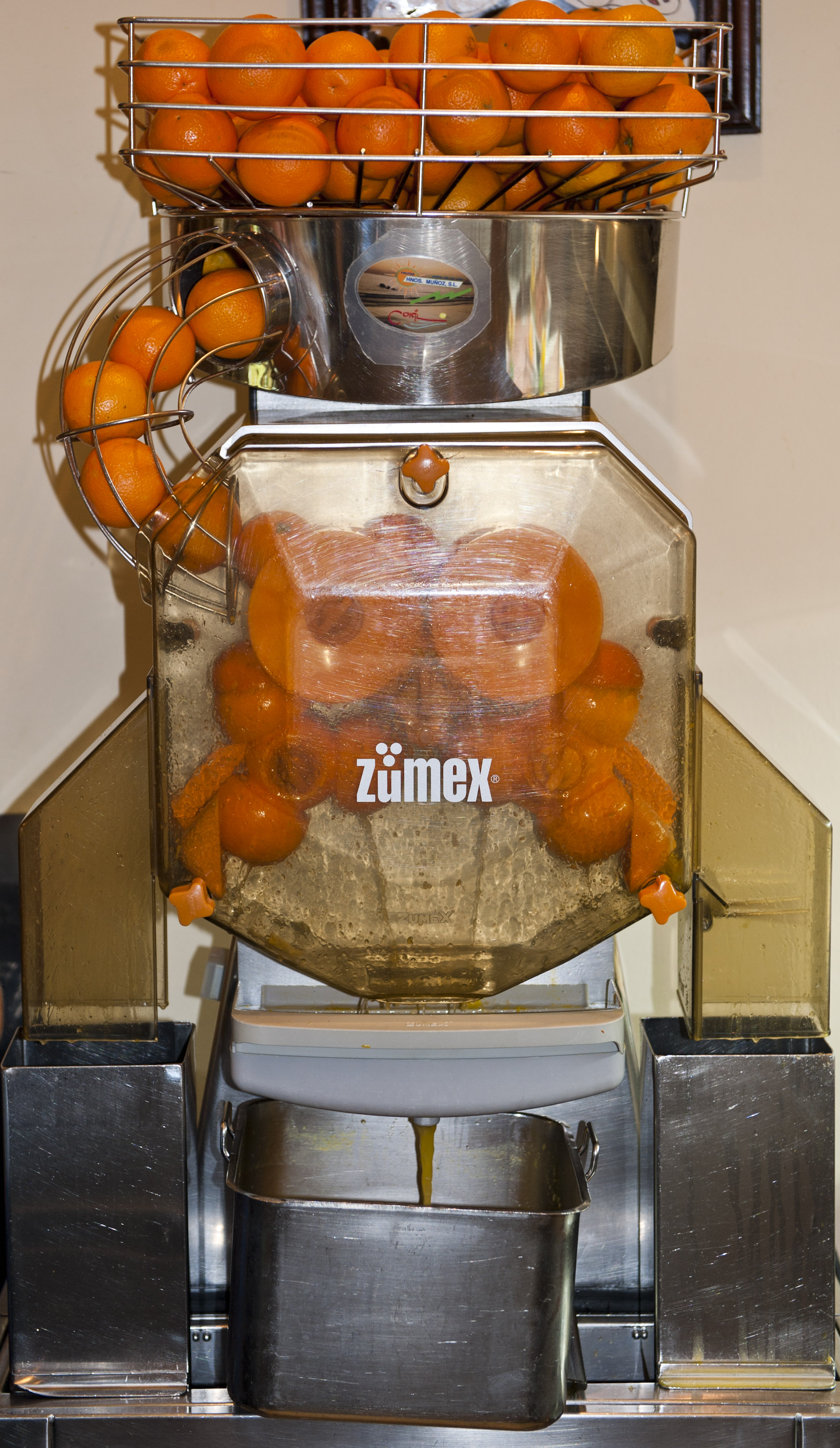
ジュースを作るオレンジ搾り機

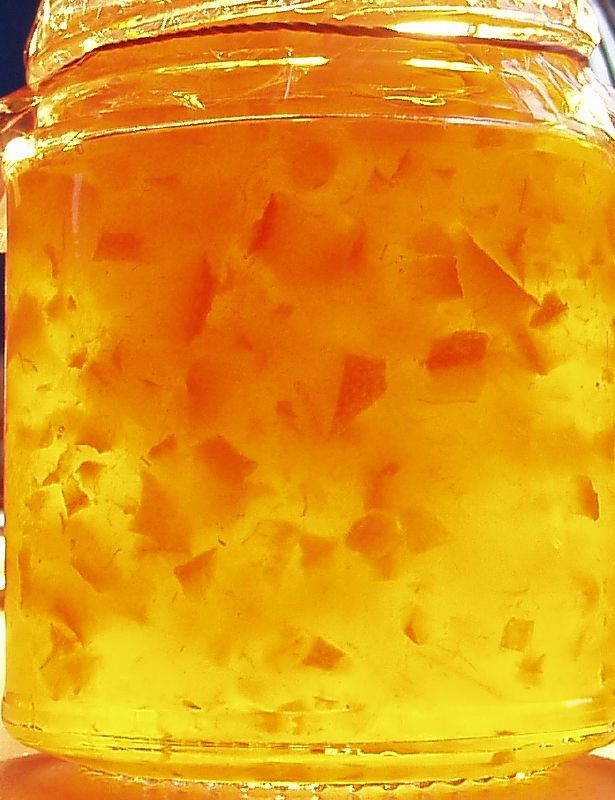
オレンジマーマレードの瓶

甘味から酸味まで様々な風味を持つオレンジは、一般的に皮をむいて生食したり、ジュースのために絞ったりする。厚くて苦い外皮は通常廃棄されるが、圧力と熱を掛けて乾燥することで動物飼料に加工もできる。また、食品の香料や付け合わせとして特定のレシピで使われている。皮の最も外側の層は、ゼスト (食材)を製造するためゼスターで薄くすりおろされたりもする。ゼストには油分が含まれ、オレンジパルプと似た強い風味があるため、料理に人気がある。中果皮を含む皮の白い部分はペクチンの材料であり、肉や他の栄養素とほぼ同量のビタミンCを有する。
果肉ほど美味ではないが、皮（オレンジピール）も食べることができ、ビタミンC、食物繊維、ポリフェノール、カロテノイド、リモネンのほか、カリウムやマグネシウムといった食物ミネラルの重要成分が含まれている。
オレンジジュースは、特別な器具（ジューサーまたはスクイーザー）で果物を絞り、下のトレイに果汁を集めることで得られる。これは家庭でも作れるし、産業的にもっと大規模に製造することも可能である。ブラジルは世界最大のオレンジジュース生産国であり、これに次ぐのが米国（ニューヨーク商品取引所で取引されているコモディティの1つ）である。冷凍のオレンジ濃縮ジュースは、絞りたての濾過したオレンジ果汁から作られている。オレンジジュースを冷凍濃縮するのは、その容積を小さくすることで貯蔵コストや輸送コストを下げるためである。
オレンジオイルは、ピールを圧縮する際に製造されるジュース産業の副産物である。食品や飲料の香料、香水業界、香りによるアロマテラピーにも使われる。オレンジオイルは約90%のd-リモネンで構成されており、家具用の木製コンディショナーなどの溶媒や洗剤やハンドクレンザーで、他の柑橘系オイルと共に様々な家庭用化学物質に入れて使われる。心地よい香りのある効率的な洗浄剤で環境にやさしいため、石油化学製品よりも好ましいとされている。ただし、d-リモネンは皮膚に刺激性があり、様々な国で水生生物にとって非常に有毒だと分類されている。
マーマレードのプレザーブは、伝統的に甘みの少ないセビリアオレンジで作られている。果物のあらゆる部分が使用される。内果皮と種子(分けて綿の袋に入れておく）は、果汁・細切りの皮と果肉・砂糖・水の混合物に入れて煮ることでペクチンが抽出され、これが保存に有用な（粘性のある）凝固をもたらす。